# Плезант-Гілл (Огайо)
Плезант-Гілл (англ. Pleasant Hill) — селище (англ. village) в США, в окрузі Маямі штату Огайо. Населення — 1241 особа (2020).

## Географія
Плезант-Гілл розташований за координатами 40°3′2″ пн. ш. 84°20′46″ зх. д. / 40.05056° пн. ш. 84.34611° зх. д. (40.050555, -84.346006).  За даними Бюро перепису населення США в 2010 році селище мало площу 1,57 км², уся площа — суходіл.

## Демографія
Згідно з переписом 2010 року, у селищі мешкало 1200 осіб у 458 домогосподарствах у складі 327 родин. Густота населення становила 762 особи/км².  Було 498 помешкань (316/км²).
Расовий склад населення:
| - 98,7 % — білих - 0,3 % — чорних або афроамериканців - 0,3 % — азіатів - 0,1 % — корінних американців |

До двох чи більше рас належало 0,6 %. Частка іспаномовних становила 1,9 % від усіх жителів.
За віковим діапазоном населення розподілялося таким чином: 27,7 % — особи молодші 18 років, 58,2 % — особи у віці 18—64 років, 14,1 % — особи у віці 65 років та старші. Медіана віку мешканця становила 35,7 року. На 100 осіб жіночої статі у селищі припадало 93,9 чоловіків;  на 100 жінок у віці від 18 років та старших — 94,6 чоловіків також старших 18 років.
Середній дохід на одне домашнє господарство  становив 56 200 доларів США (медіана — 53 355), а середній дохід на одну сім'ю — 64 234 долари (медіана — 59 792). Медіана доходів становила 47 300 доларів для чоловіків та 33 750 доларів для жінок. За межею бідності перебувало 6,7 % осіб, у тому числі 5,1 % дітей у віці до 18 років та 2,8 % осіб у віці 65 років та старших.
Цивільне працевлаштоване населення становило 606 осіб. Основні галузі зайнятості: виробництво — 18,0 %, освіта, охорона здоров'я та соціальна допомога — 17,2 %, мистецтво, розваги та відпочинок — 11,2 %, будівництво — 9,9 %.